# Christoph Graf zu Stolberg-Stolberg

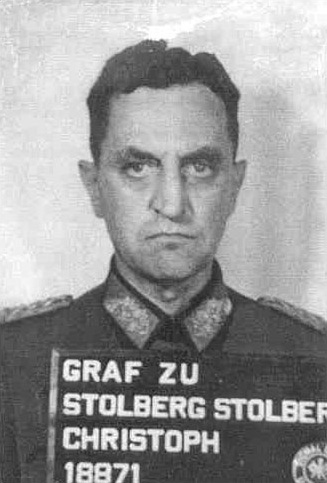
Christoph zu Stolberg-Stolberg 1945 in US-Kriegsgefangenschaft

Christoph Klemens Maria Joseph Johannes Baptista Graf zu Stolberg-Stolberg (* 22. Januar 1888 in Westheim; † 3. Juli 1968 in Arnsberg) war ein deutscher Offizier, zuletzt Generalmajor im Zweiten Weltkrieg.

## Leben
Christoph Graf zu Stolberg-Stolberg war ein deutscher Generalmajor, der aus dem Harzgrafengeschlecht der Stolberger stammte. 1943 war er als Oberst für einen Monat Kommandeur der Division Nr. 160 in Kopenhagen. Am 1. September 1943 erfolgte seine Beförderung zum Generalmajor und am 13. Mai 1944 die Ernennung zum Kommandeur des Divisionsstabs z. b. V. 136. Als solcher wurde er auch Kommandant im Festungsbereich Antwerpen. Am 4. September 1944 geriet er bei der Besetzung von Antwerpen durch die britische 11. Panzerdivision in westalliierte Gefangenschaft.

## Familie
Er war der Sohn von Hermann Joseph Graf zu Stolberg-Stolberg (1854–1925). Verheiratet war er (Trauung: 27. September 1916 in Baden bei Wien) mit Ida Gräfin von Orsini und Rosenberg (1891–1955), Tochter von Maximilian Graf Orsini und Rosenberg (1846–1922), ab 1896 Obersthofmeister im Staat von Erzherzog Rainer von Österreich (1827–1913), und Maria-Anna (1851–1921), geborener Gräfin zu Herberstein, Witwe nach Sigismund Maria Graf von Khevenhüller-Metsch (1841–1879).